# U-Boot tipus II

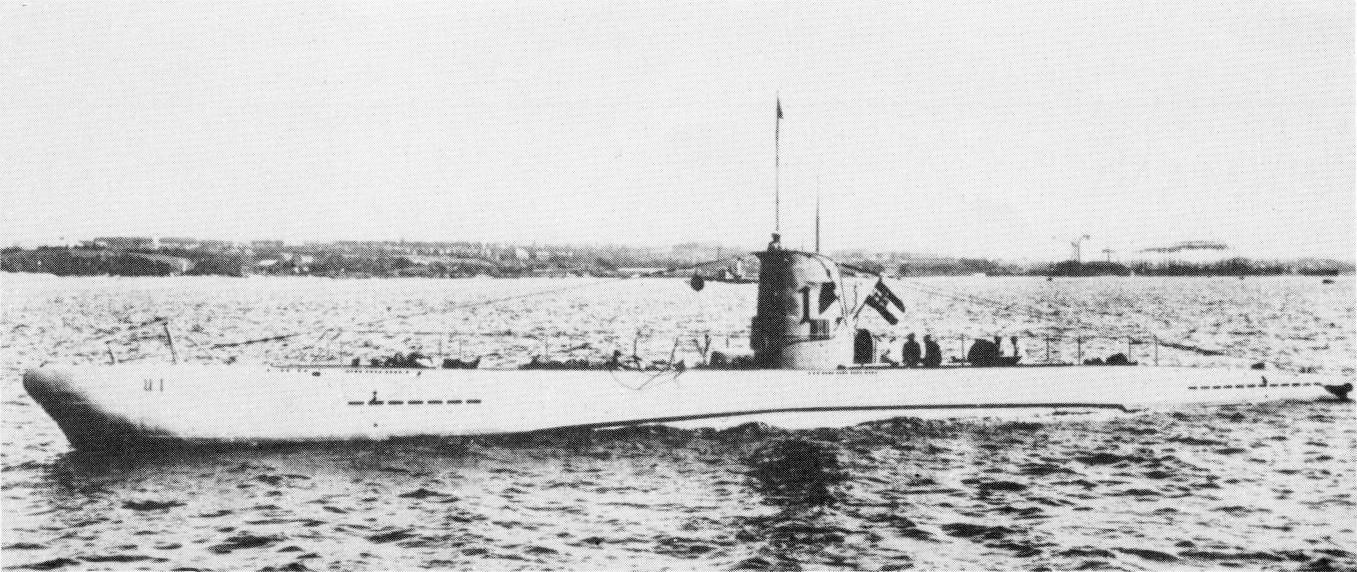
L'U-1, el primer submarí alemany del tipus IIA.

L'U-Boot tipus II va ser dissenyat per Alemanya com a submarí costaner, seguint el disseny del CV-707 Finès. Era massa petit per operar gaire lluny dels ports base. El seu paper primordial va ser preparar els futurs oficials de la Marina de Guerra alemanya pel comandament. Se'n van dissenyar i construir quatre subtipus: A, B, C i D.

## Rerefons
Alemanya va perdre els seus submarins pel Tractat de Versalles a la fi de la Primera Guerra Mundial. Però a finals dels anys 20 i primers 30 començà a reconstruir les seves forces armades. El programa de rearmament es va accelerar sota Adolf Hitler, i el primer U-Boot tipus II va ser posat en drassanes l'11 de febrer de 1935. Atès que això podia ser interpretat com un trencament de les clàusules del Tractat de Versalles, Hitler va cercar un acord amb el Regne Unit per construir una Marina de Guerra que fos el 35% de la mida de la Royal Navy en vaixells de superfície, però amb el mateix nombre de submarins que els britànics. Aquest acord es va signar el 18 de juny de 1935 i el primer U-boot tipus II es comissionava 11 dies després.

## Disseny
La característica definitiva del Tipus II era la seva mida reduïda. Conegut per les seves tripulacions com a Einbäume ("canoa"), tenia l'avantatge sobre altres submarins més grossos de poder operar en aigües somes, submergir-se més ràpid, i ser més difícil de detectar a causa del baix perfil de la seva torreta. No obstant això, tenia una profunditat màxima d'immersió molt reduïda, un radi d'acció curt i unes condicions de vida molt dures, a més només podia transportar pocs torpedes.
El vaixell tenia un casc simple, sense compartiments estancs. Tenia tres tubs llança-torpedes a la proa i cap a la popa, amb espai per només dos torpedes més de recàrrega. Un canó automàtic antiaeri de calibre 20 mm com a defensa antiaèria, però no tenia cap canó de coberta.
L'espai interior era limitat. Els dos torpedes de recanvi s'estenien des de just darrere els tubs llança-torpedes fins davant de la sala de comandament. La majoria dels 24 membres de la tripulació vivia en aquesta àrea ocupant 12 lliteres. Quatre lliteres eren a popa enfront de la sala de màquines per a la tripulació d'aquesta. En aquestes condicions les patrulles llargues eren molt àrdues.
La majoria dels Tipus II només van estar en servei durant els primers anys de la Segona Guerra Mundial a partir de llavors es van quedar de servei en les bases d'entrenament. Alguns, però, van ser desmuntats, transportats en gavarres pel Danubi i per carretera fins a Linz, tornats a muntar i van operar des del port de Constanza de Romania a la costa del Mar Negra contra la marina de l'URSS.
Aquests submarins van ser el primer pas endavant cap al rearmament, donant a Alemanya l'experiència per a la construcció i ús de submarins més grossos. Van ser molt efectius en el paper pel que van ser dissenyats.

## Especificacions tècniques

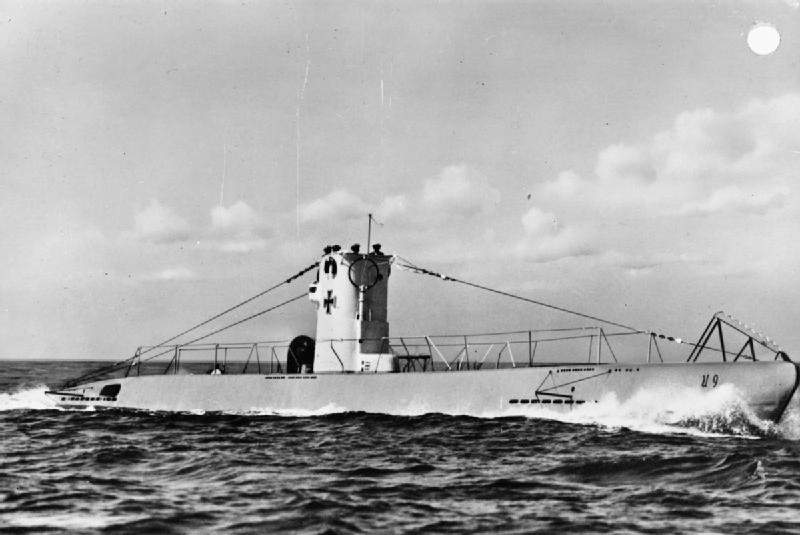
Fotografia de l'U-9, un U-Boot tipus II A, l'any 1936.

### Tipus II A
Dades d'uboat.netː
- Desplaçament: 254 tones en superfície, 303 t en immersió, màxim de 381 tones
- Eslora: 40,90 m
- Mànega: 4,08 m
- Calat: 3,83 m
- Alçada total: 8,60 m
- Propulsors: motor dièsel en superfície amb 700 cavalls de vapor, motor elèctric de 360 cavalls en immersió
- Velocitat màxima: 13 nusos a superfície, 6,9 en immersió
- Autonomia: 1.600 milles nàutiques a superfície a una velocitat de 8 nusos, 35 milles a 4 nusos en immersió
- Tubs llançatorpedes: 3 a proa (Ø 53,3 cm)
- Torpedes: 3 als tubs i 2 en reserva (o fins a 12 mines)
- Canó de coberta: cap
- Antiaeri: 1 canó automàtic de 2 cm/65 C/30
- Profunditat d'immersió: 100 m (segura), 150 m (màxima)
- Tripulació: de 22 a 24
- Unitats de la classe: 6 (U1-U6)

### Tipus II D
Dades d'uboat.netː
- Desplaçament: 314 tones en superfície, 364 tones en immersió, màxim de 460 tones
- Eslora: 43,97 m
- Mànega: 4,92 m
- Calat: 3,93 m
- Alçada total: 8,40 m
- Propulsors: motor dièsel en superfície amb 700 cavalls de vapor, motor elèctric de 410 cavalls en immersió
- Velocitat màxima: 12,7 nusos a superfície; 7,4 en immersió
- Autonomia: 5.650 milles nàutiques a superfície a una velocitat de 8 nusos, 56 milles a 4 nusos en immersió
- Tubs llançatorpedes: 3 a proa (Ø 53,3 cm)
- Torpedes: 3 als tubs i 2 en reserva (o fins a 12 mines)
- Canó de coberta: cap
- Antiaeri: 1 canó automàtic de 2 cm/65 C/30, millorat el juliol de 1940 amb un muntatge doble
- Profunditat d'immersió: 150
- Tripulació: de 22 a 24
- Unitats de la classe: 16 (U137-U152)